# Мезефалва
Мезефалва (мађ. Mezőfalva  ) је град у Мађарској. Мезефалва се налази у оквиру жупаније Фејер. Мезефалва је до 1951. године носила име Херцегфалва (Herczegfalva). Село су основали су га цистерцити 1811. године под именом Херцегфалва.

## Географске одлике насеља
Мезефалва се налази 13 километара западно од Дунаујвароша, 20 километара северозападно од Дунафелдвара и 40 километара југоисточно од седишта округа Секешфехервар. Граничи се са Перкатом, Нађвењимом, Барачом, Дарусентмиклошом, Елесалашом, Нађкарачоном, Шарбогардом, Нађлоком и Хантошом.
Железничка станица Мезефалва је железнички чвор: железничка линија Пустасаболч–Дунаујварош–Пакш пролази кроз станицу, али се овде одваја и железничка линија Мезефалва–Ретсилаш.
Путеви 6228 и 6219 укрштају се у јужном делу унутрашњег дела насеља у кружном току, северно од центра пут 6215 се улива у пут 6228, а пут 6211 у пут 6219 југозападно од насеља. Међу наведеним путевима, 6228 повезује Дунафелдвар са Шерегејешем (ово је главна улица у селу), а 6219 повезује Дунаујварош са Шарбогардовим округом Шарсентмиклош. 6215 долази из центра Шарбогарда, додирујући округ Кишлок, а 6211 се протеже од Елосалаша преко Нађкарачоња до Мезефалве.

### Популација
Током пописа из 2011. године, 91,8% становника се изјаснило као Мађари, 3% као Роми, 2,2% као Немци и 0,4% као Румуни (8,1% се није изјаснило, због двојног идентитета, укупан број може бити већи од 100%). Верска дистрибуција је била следећа: римокатолици 44,9%, реформисани 3,7%, лутерани 0,6%, гркокатолици 0,2%, неконфесионални 27,3% (22,7% се није изјаснило).

### Градоначелници
- 1990–1994: Ласло Варга (независтан)[4]
- 1994–1998: Ласло Варга (независтан)[5]
- 1998–2002: Ласло Варга (независтан)[6]
- 2002–2006: Ласло Варга (независтан)[7]
- 2006–2010: Ласло Чаба Марок (независтан)[8]
- 2010–2014: Ласло Чаба Марок (независтан)[9]
- 2014–2019: Ласло Чаба Марок (независтан)[10]
- 2019-től: Ласло Чаба Марок (независтан)[11]